# Enkenbach-Alsenborn
Enkenbach-Alsenborn là một đô thị ở huyện Kaiserslautern, bang Rheinland-Pfalz, nước Đức. Đô thị Enkenbach-Alsenborn có diện tích 30 km². Đô thị này tọa lạc ở rìa bắc của rừng Palatinate, cự ly khoảng 10 km về phía đông bắc của Kaiserslautern. Enkenbach-Alsenborn là thủ phủ của Verbandsgemeinde ("đô thị tập thể"), cũng gọi là Enkenbach-Alsenborn.
Enkenbach-Alsenborn bao gồm các làng Enkenbach và Alsenborn.